# Det traditionelle samfund
 Der er for få eller ingen kildehenvisninger i denne artikel, hvilket er et problem. Du kan hjælpe ved at angive troværdige kilder til de påstande, som fremføres i artiklen.

Det traditionelle samfund er et sociologisk begreb og samfund, der er styret af traditioner og normer. Det traditionelle samfund kendes tegnes ved tætte sociale grupper og begrænsninger af individets frihed. Familien, slægten og nærsamfundet danner rammerne om livet i det traditionelle samfund. Den enkelte person er helt afhængig af gruppen, og derfor er det afgørende, at alle er loyale over for gruppens forventninger og normer.
Den tyske sociolog Ferdinand Tönnies (1855-1936) iagttog udviklingen i sin samtid. Han mente, at samfundet udviklede sig fra at være et organisk fællesskab (Gemeinschaft) mod et mekanisk samfund (Gesellschaft). Ferdinand Tönies mente, at det traditionelle samfund (Gemeinschaft) er det ægte liv. 
I det traditionelle samfund var 90-95 % af befolkningen organiseret i landbruget. 
I det traditionelle samfund (ca. 1750 – 1850) boede de fleste i små landsbyer og var beskæftiget ved landbruget, man havde kun nære relationer, som var følelsesmæssigt tætte. At relationerne var nære skyldtes, at rejser var besværlige og tog lang tid. Desuden var der ingen elektroniske kommunikationsmidler, hvilket vidner om det lave teknologiske niveau. Da det teknologiske niveau var lavt, var der kun naturbetingede risici. Normerne lå fast og var bestemt af religionen, som var meget vigtig.
Dette havde betydning for de valg, som det traditionelle menneske traf. Fordi normerne havde så stor betydning, skabtes stabile samfundsborgere. Dette bevirkede, at den fremherskende socialkarakter blev et indrestyret eller normstyret menneske, hvilket er en fordel i det traditionelle samfund. Familien var meget vigtig i det traditionelle samfund, hvor der herskede et patriarkalsk aldershierarki. Man hentede støtte i familien både økonomisk, social og psykisk, fordi velfærdsstaten ikke var udviklet. Individet var loyalt over for familiens forventninger og vilje i større grad end over for sine egne ønsker og følelser. Dette omfattede arrangerede ægteskaber, kontrol over kvindens krop, seksualitet og reproduktion.